# Le Mesnil-Amand
Le Mesnil-Amand est une ancienne commune française du département de la Manche et de la région Normandie, peuplée de 180 habitants, commune déléguée au sein de Gavray-sur-Sienne depuis le 1er janvier 2019.

## Géographie
La commune est au sud du Coutançais. Son bourg est à 4 km au sud de Gavray, à 12 km au nord de La Haye-Pesnel, à 13 km au nord-ouest de Villedieu-les-Poêles, à 14 km à l'est de Bréhal et à 22 km au nord-est de Granville.
| Ver              | Ver                                  | Gavray             |
| La Meurdraquière | du Mesnil-Amand                      | Le Mesnil-Villeman |
| Le Mesnil-Rogues | Le Mesnil-Rogues, Le Mesnil-Villeman | Le Mesnil-Villeman |

## Toponymie
Le nom de la localité est attesté sous la forme Mesnillo Amant vers 1280 et Mesnillum-Amant sans date.
L'ancien français mesnil, « domaine rural », est à l'origine de nombreux toponymes, notamment en Normandie. Amand est un patronyme.
Le gentilé est Mesnil-Amandais.

## Histoire
Le village faisait partie du comté de Mortain.
En 1789, le dernier seigneur et patron du Mesnil-Amand et du Mesnil-Villeman fut François Robert Le Pigeon de Laulney (1728-1795), président de l'élection de Coutances, également sieur de Launay, guillotiné le 3 thermidor an II (21 juillet 1794).
Le 1er janvier 2019, la commune fusionne avec Gavray, Le Mesnil-Rogues, Sourdeval-les-Bois et La Baleine pour former la commune nouvelle de Gavray-sur-Sienne et devient alors une commune déléguée.

## Politique et administration
| Période                                  | Période       | Identité                        | Étiquette | Qualité                                                 |
| ---------------------------------------- | ------------- | ------------------------------- | --------- | ------------------------------------------------------- |
| 1813                                     | 1848          | Florentin Aimable Piel-Lavallée |           |                                                         |
| 1952                                     | 1983          | Georges Gauthier                |           |                                                         |
| 1983                                     | mars 2008     | Charles Lemare                  | SE        | Agriculteur, négociant en bestiaux                      |
| mars 2008                                | décembre 2018 | Jacky Bidot                     | UMP-LR    | Cadre de banque, président de la communauté de communes |
| Les données manquantes sont à compléter. |               |                                 |           |                                                         |

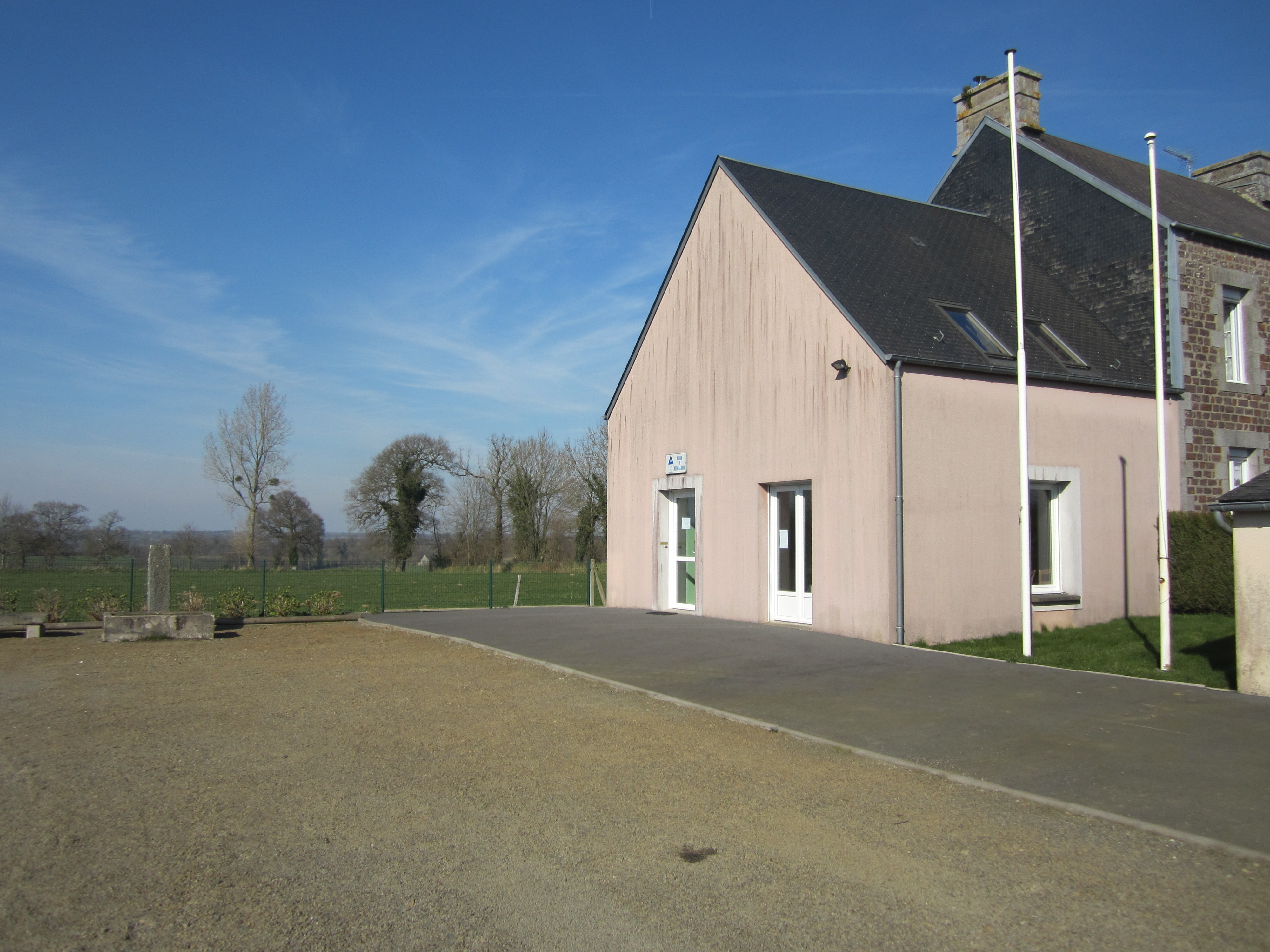
La mairie.

Le conseil municipal est composé de onze membres dont le maire et deux adjoints.
| Période                                  | Période  | Identité    | Étiquette | Qualité                                       |
| ---------------------------------------- | -------- | ----------- | --------- | --------------------------------------------- |
| janvier 2019                             | En cours | Jacky Bidot | LR        | Cadre président de CC Coutances Mer et Bocage |
| Les données manquantes sont à compléter. |          |             |           |                                               |

## Démographie
L'évolution du nombre d'habitants est connue à travers les recensements de la population effectués dans la commune depuis 1793. À partir du 1er janvier 2009, les populations légales des communes sont publiées annuellement dans le cadre d'un recensement qui repose désormais sur une collecte d'information annuelle, concernant successivement tous les territoires communaux au cours d'une période de cinq ans. 
Pour les communes de moins de 10 000 habitants, une enquête de recensement portant sur toute la population est réalisée tous les cinq ans, les populations légales des années intermédiaires étant quant à elles estimées par interpolation ou extrapolation. Pour la commune, le premier recensement exhaustif entrant dans le cadre du nouveau dispositif a été réalisé en 2008,.
En 2021, la commune comptait 180 habitants, en évolution de +3,45 % par rapport à 2015 (Manche : +0,44 %, France hors Mayotte : +2,49 %). 
Le Mesnil-Amand a compté jusqu'à 653 habitants en 1836.
| 1793 | 1800 | 1806 | 1821 | 1831 | 1836 | 1841 | 1846 | 1851 |
| ---- | ---- | ---- | ---- | ---- | ---- | ---- | ---- | ---- |
| 568  | 595  | 621  | 644  | 644  | 653  | 598  | 593  | 556  |

| 1856 | 1861 | 1866 | 1872 | 1876 | 1881 | 1886 | 1891 | 1896 |
| ---- | ---- | ---- | ---- | ---- | ---- | ---- | ---- | ---- |
| 533  | 547  | 540  | 493  | 458  | 444  | 390  | 345  | 340  |

| 1901 | 1906 | 1911 | 1921 | 1926 | 1931 | 1936 | 1946 | 1954 |
| ---- | ---- | ---- | ---- | ---- | ---- | ---- | ---- | ---- |
| 330  | 332  | 303  | 263  | 249  | 244  | 242  | 237  | 243  |

| 1962 | 1968 | 1975 | 1982 | 1990 | 1999 | 2008 | 2013 | 2018 |
| ---- | ---- | ---- | ---- | ---- | ---- | ---- | ---- | ---- |
| 230  | 207  | 178  | 164  | 158  | 145  | 156  | 176  | 162  |

| 2019 | - | - | - | - | - | - | - | - |
| ---- | - | - | - | - | - | - | - | - |
| 160  | - | - | - | - | - | - | - | - |

## Lieux et monuments
- Église Saint-Pierre-et-Saint-Paul (XIXe – XXe siècles) construite en style roman. Elle abrite un calice (XVIIe) classé en 1903 au titre objet aux monuments historiques[18], une verrière (XIXe et XXe) de Duhamel-Marette, les statues de saint Pierre et saint Paul (XVIIIe), des peintures murales (1903) de Jeanne et Simon Saint-Lô.

Une première église fut détruite à la fin du XVIIIe siècle par un incendie et reconstruite en 1801 et remplacée par l'église actuelle de 1885 à 1902.
- Vestiges du manoir de la Vallée (XVIIe – XVIIIe siècles).

Église Saint-Pierre-et-Saint-Paul
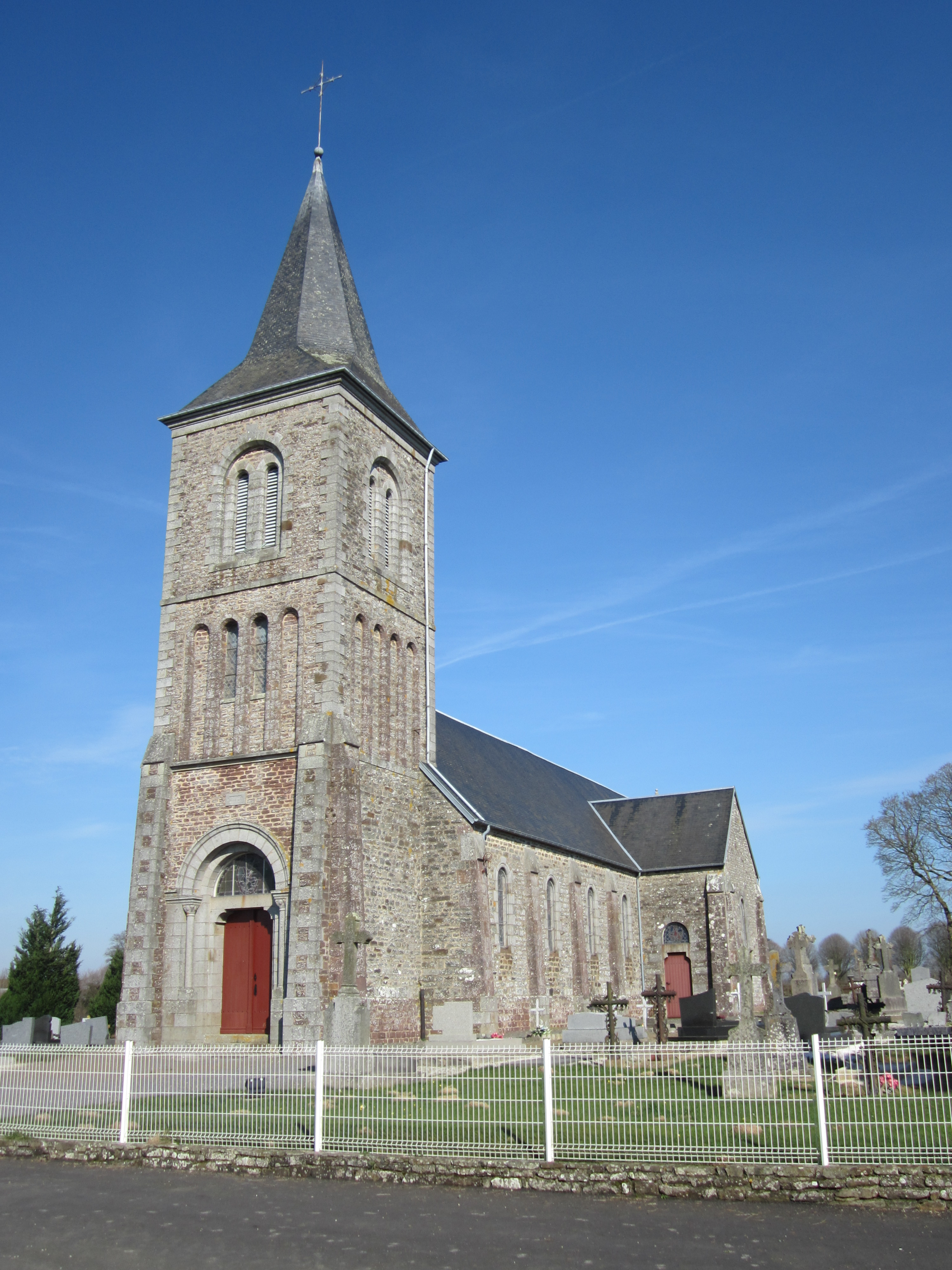
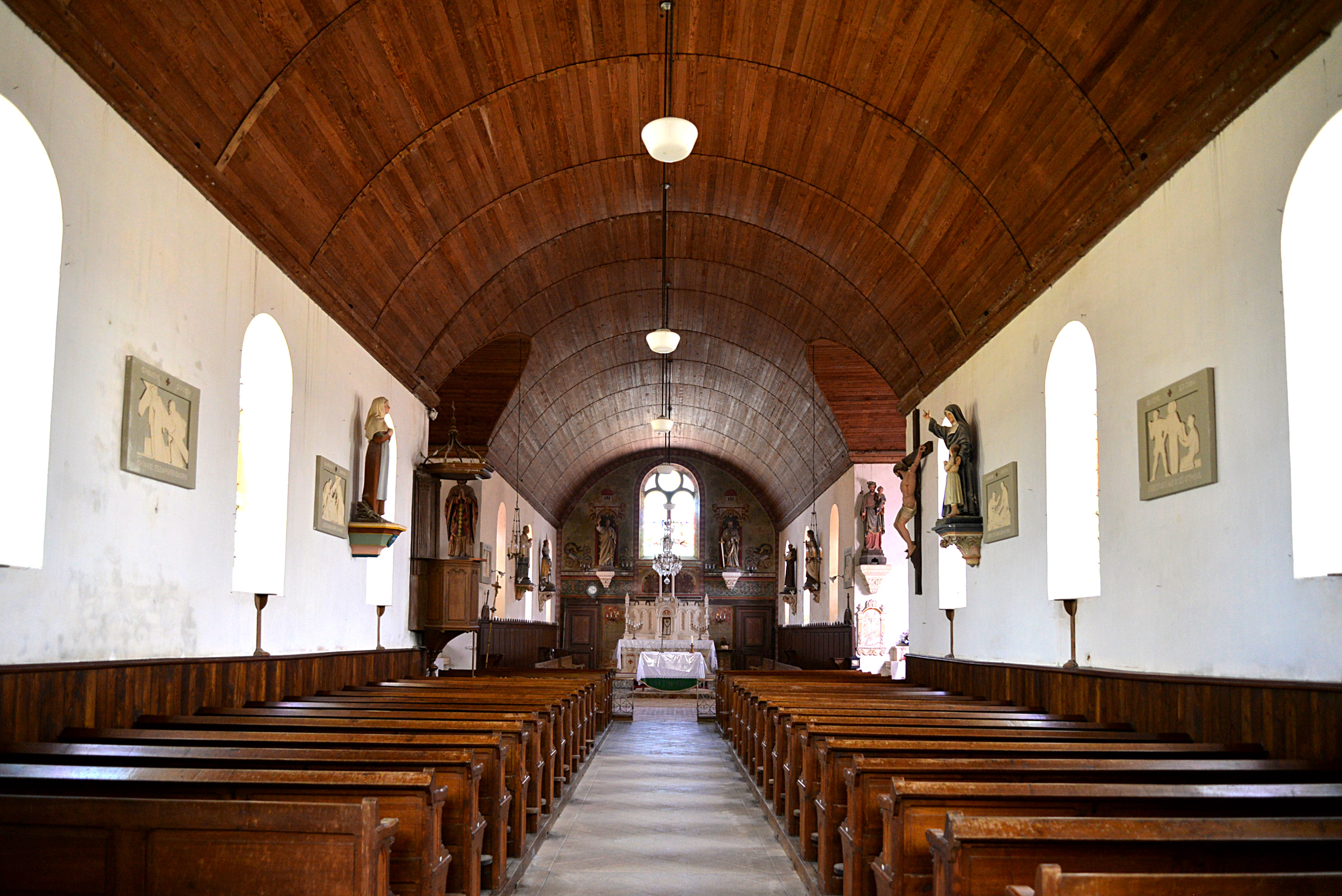
La nef.

## Personnalités liées à la commune
- Jacques Piel-Feronnière (1754-1842), né au Mesnil-Amand, juge de paix du canton de Gavray, élu le 21 juin 1790 administrateur du Département. Frédéric-Ferdinand Piel-Feronnière, son petit-fils sera maire du Mesnil-Amand pendant 53 ans et conseiller général du canton de Gavray de 1871 à 1901[19].